# Ovalni ured
Ovalni ured (eng. The Oval Office) glavni je ured predsjednika Sjedinjenih Američkih Država. 
Nalazi se unutar Zapadnog krila Bijele kuće. Istočno od njega je Vrt ruža, zapadno je manji ured i blagovaonica, sjeverozapadno je glavni hodnik Zapadnog krila, a sjeveroistočno je ured tajnice predsjednika. Predsjednici općenito uređuju svoj ured prema vlastitom ukusu, odabiru novi namještaj, nove draperije i dizajniraju vlastiti tepih ovalnog oblika koji prekriva većinu poda. Umjetnička djela biraju se iz vlastite zbirke Bijele kuće ili se posuđuju iz muzeja za vrijeme trajanja predsjedničkog mandata.
Theodore Roosevelt izgradio je zapadno krilo 1902. godine, ali njegov ured u novom krilu nije bio ovalnog oblika. Ovalni ured Taft izgrađen je kao dio proširenja Zapadnog krila 1909. godine i bio je usredotočen na južno pročelje krila – slično ovalnim sobama u rezidenciji Bijele kuće, poput Žute ovalne sobe (koja je ponekad služila kao predsjednikov ured prije nego što je izgrađeno zapadno krilo). Ovalni ured Taft služio je predsjedniku Williamu Howardu Taftu, ali je pretrpio veliki požar 1929. i srušen je 1933. Predsjednik Franklin Roosevelt izgradio je moderni Ovalni ured na uglu pokraj Vrt ruža 1934., kao dio rekonstrukcije krila s proširenjem na istočno pročelje Zapadnog krila.